# Lancaster Red Roses
I Lancaster Red Roses sono stati una franchigia di pallacanestro della EPBL, con sede a Lancaster, in Pennsylvania, attivi tra il 1946 e il 1955.
Raggiunsero due volte la finale EPBL, nel 1947 e nel 1954, perdendo in entrambe le occasioni. Tra il 1949 e il 1953 assunsero il nome di Lancaster Rockets. Scomparvero dopo la stagione 1954-55.

## Stagioni
| Stagione | Lega | Denominazione       | V  | P  | %    | Piazzamento | Play-off    |
| -------- | ---- | ------------------- | -- | -- | ---- | ----------- | ----------- |
| 1946-47  | EPBL | Lancaster Red Roses | 20 | 10 | 66,7 | 2º          | Finale EPBL |
| 1947-48  | EPBL | Lancaster Red Roses | 14 | 14 | 50,0 | 4º          | Semifinale  |
| 1948-49  | EPBL | Lancaster Red Roses | 11 | 19 | 36,7 | 6º          | -           |
| 1949-50  | EPBL | Lancaster Rockets   | 18 | 10 | 64,3 | 1º          | Semifinale  |
| 1950-51  | EPBL | Lancaster Rockets   | 12 | 15 | 44,5 | 2º          | Semifinale  |
| 1951-52  | EPBL | Lancaster Rockets   | 13 | 16 | 44,8 | 4º          | Semifinale  |
| 1952-53  | EPBL | Lancaster Rockets   | 9  | 10 | 47,4 | 3º          | Semifinale  |
| 1953-54  | EPBL | Lancaster Red Roses | 15 | 15 | 50,0 | 4º          | Finale EPBL |
| 1954-55  | EPBL | Lancaster Red Roses | 10 | 20 | 33,3 | 6º          | -           |